# آنخل چیسا
آنخل چیسا (اسپانیایی: Ángel Chiessa‎؛ 1902 – 15 اکتبر ۱۹۶۱) بازیکن فوتبال اهل آرژانتین بود.

## باشگاهی
از باشگاه‌هایی که در آن بازی کرده‌است می‌توان به باشگاه فوتبال اتلتیکو هوراکان و باشگاه فوتبال آرژانتینوس جونیورز اشاره کرد.

## تیم ملی
وی همچنین در تیم ملی فوتبال آرژانتین بازی کرده‌است.